# Vitamin X
I Vitamin X sono un gruppo hardcore punk olandese formatasi nel 1997.
La formazione attuale conta 4 membri: Marko Korac (voce), Alex Koutsman (chitarra basso), Wolfi (batteria), e Marc Emmerik (autore, chitarra).

## Discografia
- 1998 Straight Edge Crew EP
- 1999 Once Upon a Time... EP
- 2000 See Thru Their Lies LP/CD
- 2001 We Came Here For Fun EP
- 2001 People That Bleed EP
- 2002 Down the Drain LP/CD
- 2003 Random Violence
- 2003 split 7" with Blind Society
- 2004 Bad Trip LP/CD
- 2005 Rip It Out EP
- 2008 Full Scale Assault LP/CD
- 2012 About To Crack LP/CD
- 2018 Age of Paranoia LP/CD